# Crianças na umbanda
Crianças ou Ibejada são espíritos que incorporam em médiuns da Umbanda e de outras religiões afro-brasileiras, trazendo nomes infantis. Caracterizam uma criança na forma de falar, nos gestos, na inocência das brincadeiras, transmitindo muita alegria na maioria das vezes. São representados em imagem tripla (Cosme, Damião e Doum) ou sincretizados na imagem dos santos gêmeos Cosme e Damião, e em algumas regiões chamados também de Crispim e Crispiniano. 

## História
Por ocasião da festa, a 27 de setembro, os terreiros distribuem doces e fazem uma mesa farta para as crianças que incorporam nos médiuns. As cores são azul claro e rosa. As entidades possuem diversos pontos de atuação. Cachoeiras, praias, matas, lajedos e há até algumas traçadas com exus, o que resulta num exu-mirim ou Criança da Esquerda.
As oferendas normalmente são feitas em jardins e são sempre doces, refrigerantes, além de frutas. Quando incorporam nos terreiros, são brincalhões, travessos, meigos e chorões. São entidades de grande atuação e força espiritual. Sempre se comenta nos terreiros que quando uma criança faz um trabalho, só ela tem o poder de tirar. Também têm grande poder de cura.
"Esta faculdade de apresentar-se e agir como criança, não quer dizer que seja um espírito-criança. Pode ser, talvez, mais velho que os pais. Ele vem com aspecto ou forma infantil, porque é conveniente vir assim, pois do contrário, dificilmente seria reconhecido." 